# Kurt Schellhammer
Kurt Schellhammer (* 18. Juli 1935; † 27. August 2024) war ein deutscher Rechtswissenschaftler und Präsident des Landgerichts Konstanz a. D.

## Leben
Schellhammer studierte von 1956 bis 1960 Rechtswissenschaften an der Universität Freiburg im Breisgau und der Universität Bonn. Das 2. Staatsexamen legte er im Herbst 1963 ab. Anschließend wurde er als Gerichtsassessor in den Justizdienst des Landes Baden-Württemberg eingestellt, wo er zunächst als Staatsanwalt bei der Staatsanwaltschaft Konstanz tätig war. Konstanz sollte von da an Schellhammers beruflicher und privater Lebensmittelpunkt werden. Mit Wirkung vom 1. Januar 1967 wechselte Schellhammer an das Landgericht Konstanz, wo er zum Richter am Landgericht ernannt wurde. Zum 1. November 1972 wurde er zum Vorsitzenden Richter am Landgericht Konstanz ernannt. Den Kammervorsitz führte er in der Folge fast genau 20 Jahre. 1991 kam für kurze Zeit noch das Amt des Vizepräsidenten des Konstanzer Landgerichtes hinzu, bevor er mit Wirkung vom 31. März 1992 als Vorsitzender Richter an das Oberlandesgericht Karlsruhe wechselt. Zum Ende seiner juristischen Laufbahn kehrte Schellhammer ans Landgericht nach Konstanz zurück, zu dessen Präsidenten er am 18. Juli 1997 ernannt wurde. Im Sommer 2000 wurde er in den Ruhestand versetzt.
Schellhammer ist Autor eines Großlehrbuchs zum Zivilprozessrecht und einiger Bücher zum Zivilrecht, die im Gegensatz zu anderen Lehrbüchern das jeweilige Rechtsgebiet nach Anspruchsgrundlagen geordnet erläutern.

## Publikationen (Auswahl)
- Die Arbeitsmethode des Zivilrichters, 18. Auflage 2019.
- Zivilprozess: Gesetz – Praxis – Fälle, 16. Aufl. 2020.
- Schuldrecht nach Anspruchsgrundlagen samt BGB Allgemeiner Teil, 11. Auflage 2021.
- Sachenrecht nach Anspruchsgrundlagen samt Wohnungseigentums- und Grundbuchrecht, 6. Auflage 2021.
- Familienrecht nach Anspruchsgrundlagen samt Verfahren in Familien-, Kindschafts- und Betreuungssachen, 4. Aufl. 2006.
- Erbrecht nach Anspruchsgrundlagen, 3. Aufl. 2010.